# امنیت سایبری خودرو
امنیت سایبری خودرو شاخه ای از امینت سایبری است که خطرات سایبری متمرکز بر خودروها را بررسی میکند. با افزارش تعداد ECU و ابزار ارتباطی در خودروها، شاخه ای برای مقابله با تهدیدات مربوط به آن نیز تشکیل شد.

## علت پیگیری
به مرور زمان نصب کردن ECU در خودرو ها جهت کنترل کردن سیستم های موجود در خوردو مقرون به صرفه و ضروری شد؛ در نتیجۀ افزایش کاربرد این سخت افزار ها، آسیب پذیری خودروها در مقابل حملات سایبری هم بیشتر شد.
ECU ها از طریق شبکه های ارتباطی سیمی یا بی سیم، به یکدیگر متصل می شوند. بسیاری از ECU ها به داده های رد و بدل شده در این شبکه ها نیاز دارند تا کار کنند.
توسعه تکنولوژی های ارتباطاتی بی سیم و رادیویی ارزان قیمت (مانند بلوتوث ، LTE ، وای فای ، RFID)، به این منجر شد که تولیدکنندگان خودرو ECU هایی را جهت بهبود تجربه راننده و مسافران طراحی و نصب کنند.

## تهدیدات
تهدیدات خودروها به دو بخش نظری و حقیقی تقسیم میشوند.
تهدیدات حقیقی را میتوان با تقویت قابلیت‌های فیزیکی-سایبری خودرو (مانند سیستم های فرمان، ترمز، شتاب خودکار و ...) از بین برد.  
سطح تهدیدات نظری خودروها به سه بخش حملۀ دوربرد، کوتاه برد و محلی تقسیم می شوند. سیستم های اینترنتی و خطوط ارتباطی عمومی تهدیدات دوربرد هستند. بلوتوث و وایفای-هاتسپات تهدیدات کوتاه برد و USB و پورت های فیزیکی تهدیدات محلی هستند. مشخص است که تهدیدات دوربرد بسیار قوی تر و خطرناک تر از دیگر تهدیدات است.

### حملات کنترل ناحیه ای
CAN-Bus به دلیل سادگی، قابلیت مدیریت سیستم های متنوع، امنیت و قیمت پایین، رایج ترین شبکه ی موجود در خودروها است، به همین دلیل اکثر حملات این شبکه را هدف قرار میدهند. این حملات به دست های زیر تقسیم میشوند:

#### بویش
به امکان رهگیری و ثبت یا ذخیره بسته ها یا داده های یک شبکه، Sniffing یا حملۀ بویشی می گویند.

#### محروم سازی از سرویس
DoS جهت از بین بردن دسترسی سوژۀ مورد نظر به سیستم های خودرو است، به صورتی که خودرو اجازۀ استفاده از برخی سرویس ها نمیدهد یا تمام آنها را از راننده سلب میکنند و مانع استفاده از خودرو میشود.

#### جعل
حملات جعل به صورتی است که حمله کننده پیام های مخرّب خود را با استفاده از جعل هویت نرم افزار و یا کاربر وارد شبکه کرده و به راحتی از درگاه های امنیتی و فایروال ها میتواند عبور کنند.

## مثال تهدیدات خودرو در زندگی واقعی
محققان امنیت خودرو، چارلی میلر و کریس والاسک، راه های قابل استفاده برای هک کردن انواع سیستم های ماشینی را به نمایش گذاشتند (مانند نفوذ تراشۀ از قبل طراحی شده در شبکۀ CAN).
آنها ادعا کردند که میتوانند تمام خودروهای موجود در ایالات متحدۀ آمریکا را بدون توجه به مکان و مسافت آنها از حمله کننده کنترل کنند.
آنها توانستند در یک مستند یک جیپ چروکی را از راه دور و بدون سرنشین یا تعامل فیزیکی کنترل کنند و مسیر و سرعت آن را به صورت دلخواه تغییر دهند.